# Panthera pardus melas
El leopardo de Java (Panthera pardus melas) se definió recientemente como una subespecie de leopardo gracias a nuevos estudios científicos. 

## Distribución

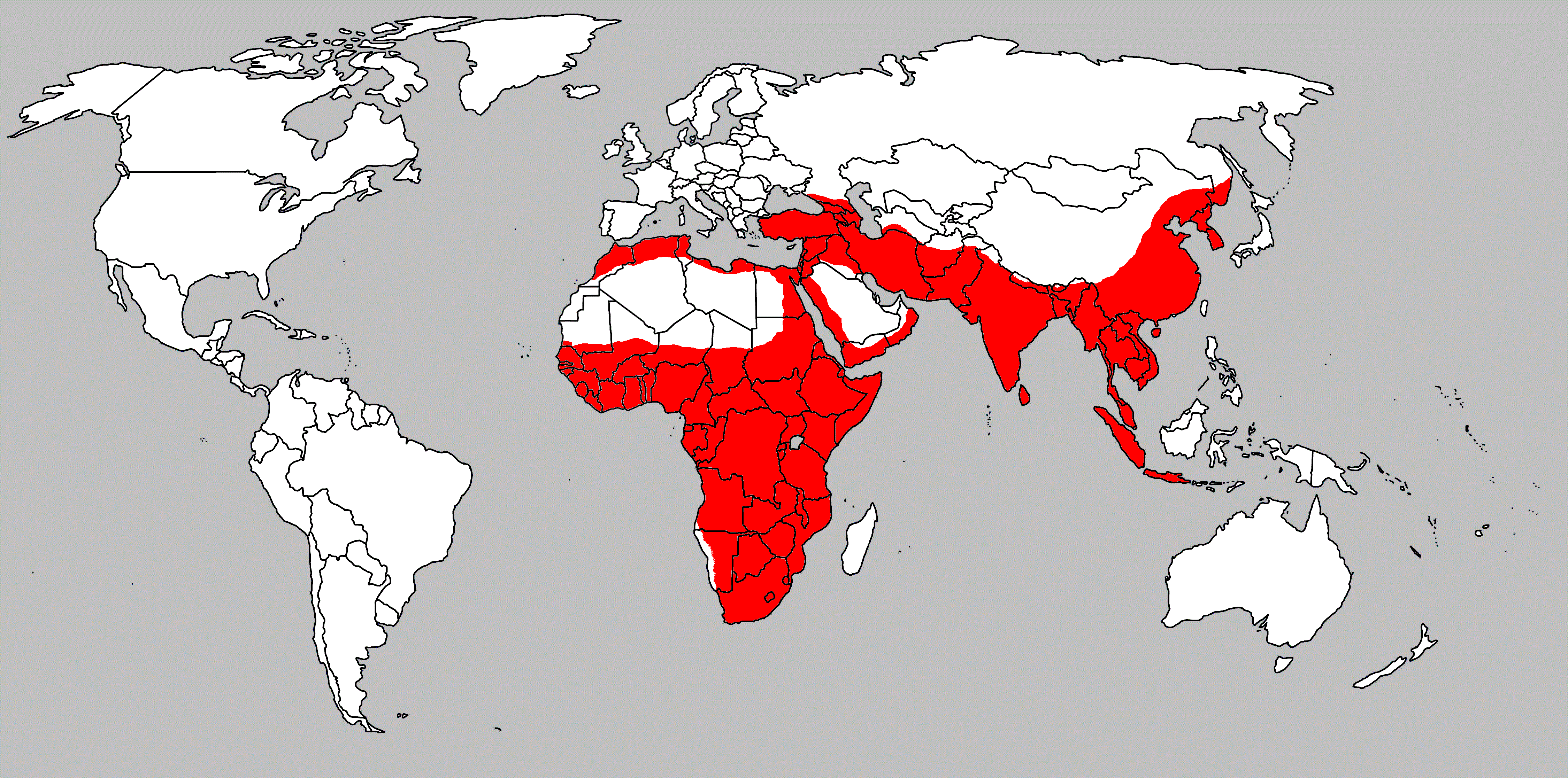
Distribución histórica del leopardo a nivel mundial.

Vive únicamente en la Isla de Java separada del resto del área de distribución del leopardo por las islas de Sumatra y Borneo donde no hay presencia de este felino y por tratarse de una isla sin conexión por tierra desde hace miles de años con el continente. Habita en las zonas boscosas del noroeste de Java.

## Historia
Pero se plantea la duda de como pueden estar presentes en la isla de Java y no en las islas que están entre ella y el Continente Asiático. Diferentes estudios han planteado que durante el Pleistoceno Medio pudo haber quedado al descubierto un puente de tierra que evitó Sumatra y Borneo. Durante el último periodo glaciar en el que las tres islas estuvieron unidas no pudieron sobrevivir sobre estas dos islas debido a que la biomasa de ungulados de las islas era relativamente baja y tenían que competir con otros grandes carnívoros mejor adaptados al hábitat tropical de hoja perenne.